# Provincia Neuquén
Provincia Neuquén (spaniolă Provincia del Neuquén) este una dintre provinciile Argentinei, localizată în partea vestică a statului. Capitala provinciei este orașul Neuquén.